# Rooney Mara
Patricia Rooney Mara, född 17 april 1985 i Bedford i delstaten New York, är en amerikansk skådespelare. Hon har bland annat Oscarnominerats för sina roller i The Girl with the Dragon Tattoo och Carol.

## Biografi
Rooney Mara växte upp i samhället Bedford tillsammans med tre syskon i en familj med filantropisk tradition. I släkten finns flera profiler inom amerikansk fotboll. Hon är det tredje barnet av fyra. Hennes syster, Kate Mara, är också skådespelare.
Det var hennes syster samt musikaler och klassiska filmer som inspirerade Rooney till att bli skådespelare. Efter att hon gått ut universitet 2010, där hon studerade psykologi, social politik och ideella organisationer påbörjade hon sin skådespelarkarriär på riktigt.
Under sin skoltid hann Rooney Mara dock göra några småroller. Hon debuterade i skräckfilmen Mördande legender 3: Bloody Mary (2005), där hennes äldre syster Kate Mara spelade en av huvudrollerna. Hon fick sedan mindre roller i i några TV-serier som t.ex. Law & Order: Special Victims Unit, The Cleaner och Cityakuten.
Rooney Mara gjorde sin första huvudroll i filmen Tanner Hall (2009) och hade även huvudrollen i remaken  A Nightmare on Elm Street (2010).
Rooney Mara medverkade i två filmer regisserade av David Fincher samma år – Social Network (2010) filmen om den sociala nätverkstjänsten Facebook, och Hollywood-versionen av Stieg Larssons Män som hatar kvinnor (The Girl with the Dragon Tattoo), där hon spelade rollen som Lisbeth Salander. Filmerna kom att bli hennes stora genombrott och för rollen som Lisbeth Selander blev hon både hyllad och nominerad till priser som Golden Globe och oscars.
Hon kunde sen synas i den Spike Jonze regisserade Her (2011), Side Effects (2013) och Trash (2014) innan hon fick en roll bredvid Cate Blanchett i Carol (2015). Hon blev unisont hyllad för sin insatts och fick en oscarsnominering samt belönades med Guldpalmen för "Bästa kvinnliga huvudroll".
Hon skulle året efter även spela i den Oscarsnominerade filmen Lion (2016) som fick ett väldigt gott mottagande hos kritiker. 2017 syntes hon i två av det årets mest hyllade filmer, A Ghost Story och Song to Song. Hon skulle sedan spela Maria från Magdala i Maria Magdalena (2018). Efter att sedan tagit ledigt något år återvände hon i den oscarsnominerade filmen Nightmare Alley (2021). Året efter syntes hon även i den Oscarsnominerade Women Talking (2022).

### Filantropi
År 2010 avlade Rooney Mara examen vid New York University, där hon studerade psykologi och internationella relationer med ideella organisationer som inriktning.
Hon har sedan 2006 arbetat som volontär med olika hjälporganisationer i Kenya och grundade den ideella hjälporganisationen Faces of Kibera, som hjälper föräldralösa barn i Kenya. 2011 slogs den ihop med organisationen Uweza Foundation, där Rooney Mara sedan dess innehar posten som dess president.

## Privatliv
I juli 2019 bekräftades det att Rooney Mara och Joaquin Phoenix är förlovade. I slutet av september 2020 tillkännagavs att de har en son, som heter River efter Phoenix avlidne bror River Phoenix. I juni 2024 föddes parets andra barn.

## Filmografi (i urval)

### Film
| År   | Titel                                 | Roll                 | Kommentar                    |
| ---- | ------------------------------------- | -------------------- | ---------------------------- |
| 2005 | Mördande legender 3: Bloody Mary      | Flicka i klassrum #1 | Krediterad som Patricia Mara |
| 2008 | Dream Boy                             | Evelyn               |                              |
| 2009 | Dare                                  | Courtney             |                              |
| 2009 | The Winning Season                    | Wendy                |                              |
| 2009 | Friends (With Benefits)               | Tara                 |                              |
| 2009 | Youth in Revolt                       | Taggarty             |                              |
| 2009 | Tanner Hall                           | Fernanda             |                              |
| 2010 | A Nightmare on Elm Street             | Nancy Holbrook       |                              |
| 2010 | Social Network                        | Erica Albright       |                              |
| 2011 | The Girl With The Dragon Tattoo       | Lisbeth Salander     |                              |
| 2013 | A Texas Love Story                    | Ruth Guthrie         |                              |
| 2013 | Side Effects                          | Emily Taylor         |                              |
| 2013 | Her                                   | Catherine            |                              |
| 2014 | Trash                                 | Sister Olivia        |                              |
| 2015 | Carol                                 | Therese Belivet      |                              |
| 2015 | Pan                                   | Tiger Lily           |                              |
| 2016 | Kubo och de två strängarna            | Systrarna            | Röstroll                     |
| 2016 | Una                                   | Una                  |                              |
| 2016 | The Secret Scripture                  | Rose                 |                              |
| 2016 | Lion                                  | Lucy                 |                              |
| 2017 | The Discovery                         | Isla                 |                              |
| 2017 | A Ghost Story                         | M                    |                              |
| 2017 | Song to Song                          | Faye                 |                              |
| 2018 | Don't Worry, He Won't Get Far on Foot | Annu                 |                              |
| 2018 | Maria Magdalena                       | Maria från Magdala   |                              |
| 2021 | Nightmare Alley                       | Molly Cahill         |                              |
| 2022 | Women Talking                         | Ona Friesen          |                              |
| 2024 | La Cocina – Aptit på livet            | Julia                |                              |

### TV
| År   | Titel                             | Roll           | Notering                                   |
| ---- | --------------------------------- | -------------- | ------------------------------------------ |
| 2006 | Law & Order: Special Victims Unit | Jessica DeLay  | Avsnitt: "Fat"                             |
| 2007 | Women's Murder Club               | Alexis Sherman | Avsnitt: "Blind Dates and Bleeding Hearts" |
| 2008 | The Cleaner                       | Rebecca Smith  | Avsnitt: "Rebecca"                         |
| 2009 | Cityakuten                        | Megan          | 2 avsnitt                                  |